# 델프제일

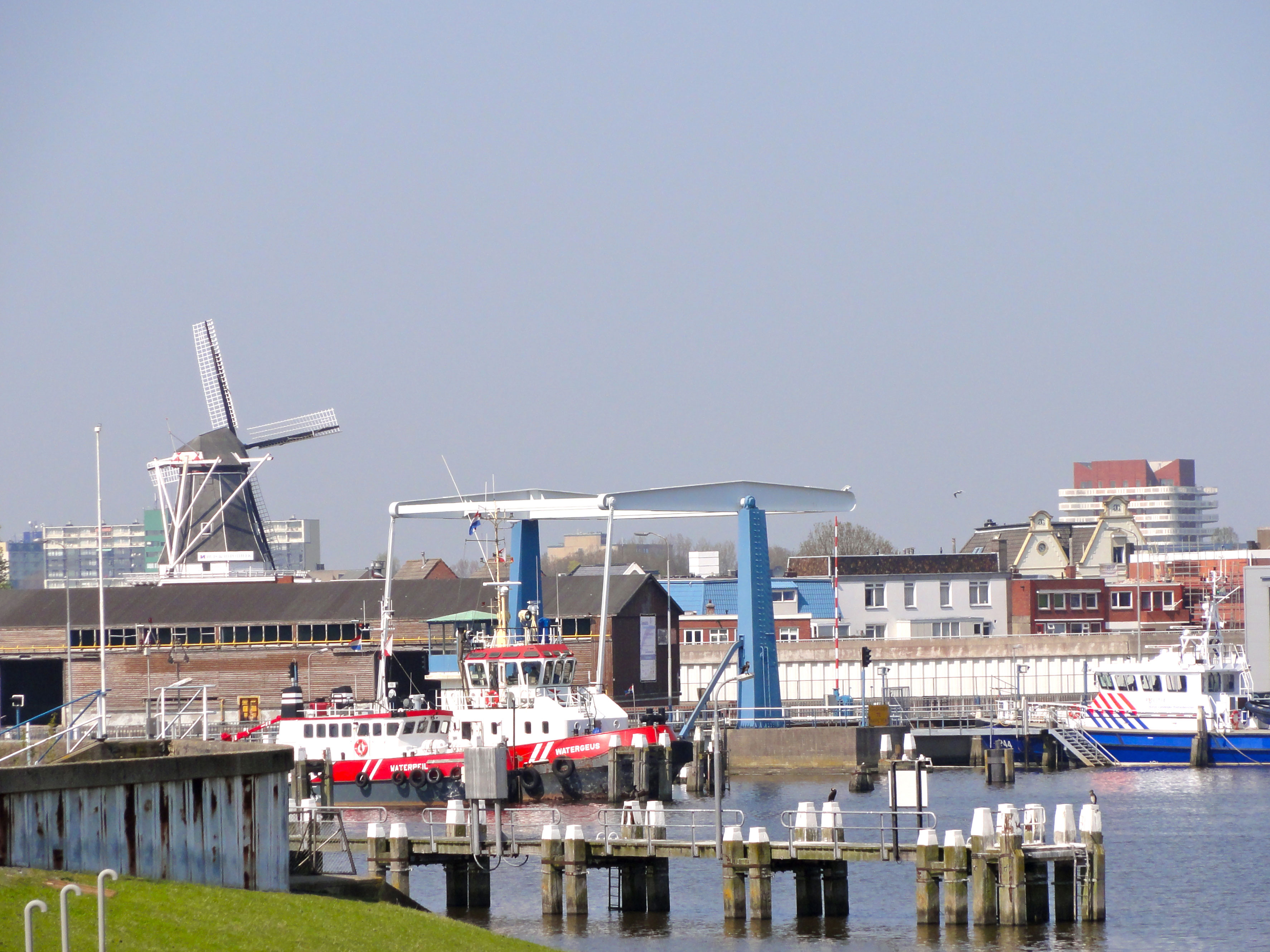
델프제일

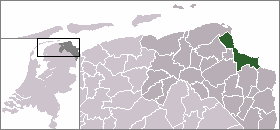
델프제일의 위치

델프제일(네덜란드어: Delfzijl, 흐로닝 방언: Delfsiel)은 네덜란드 북동부 흐로닝언주의 도시로 면적은 227.50km2, 높이는 1m, 인구는 25,651명(2014년 5월 기준), 인구 밀도는 193명/km2이다.

시기
시 문장